# Cacá Bueno

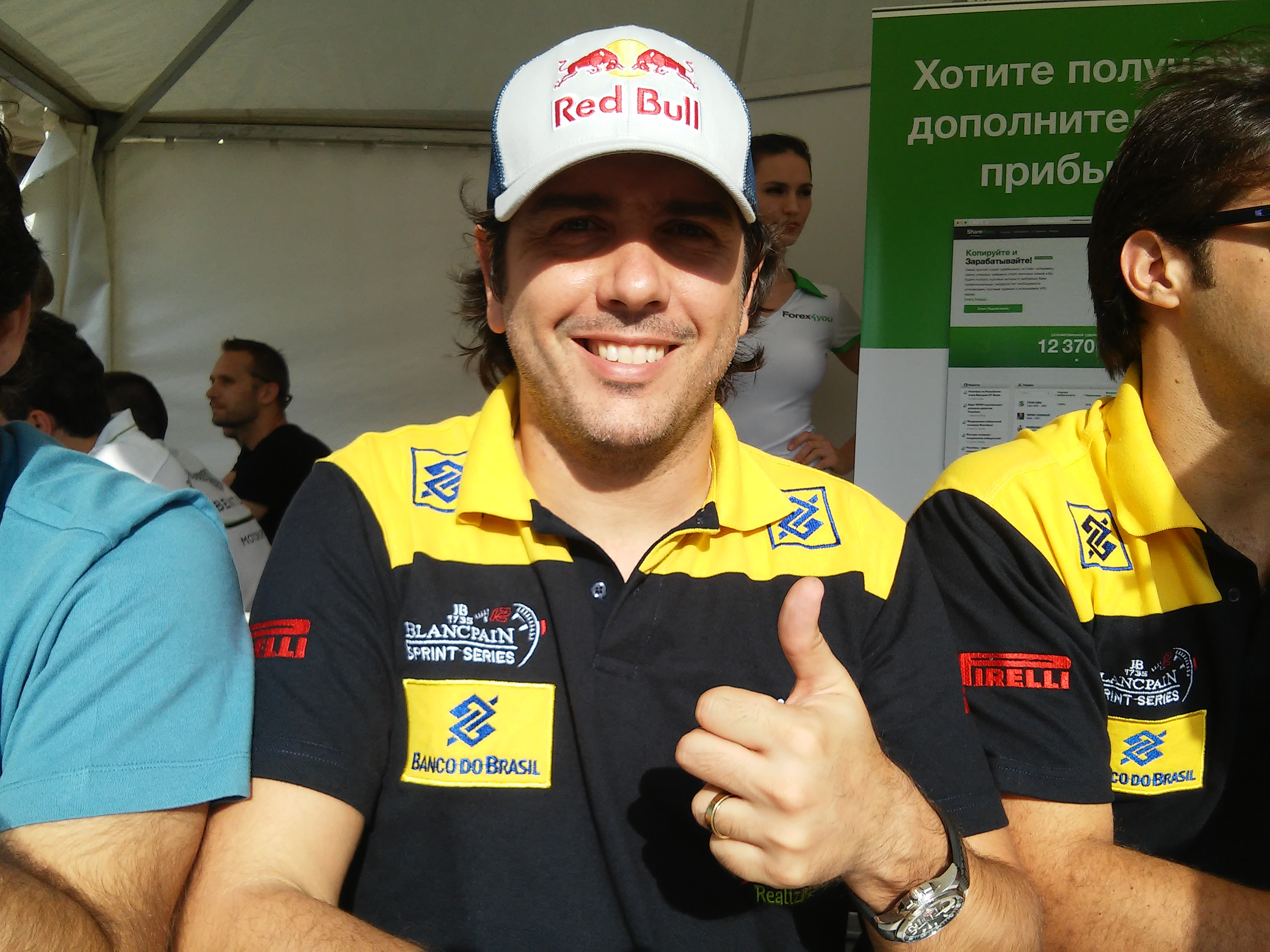
Cacá Bueno 2015

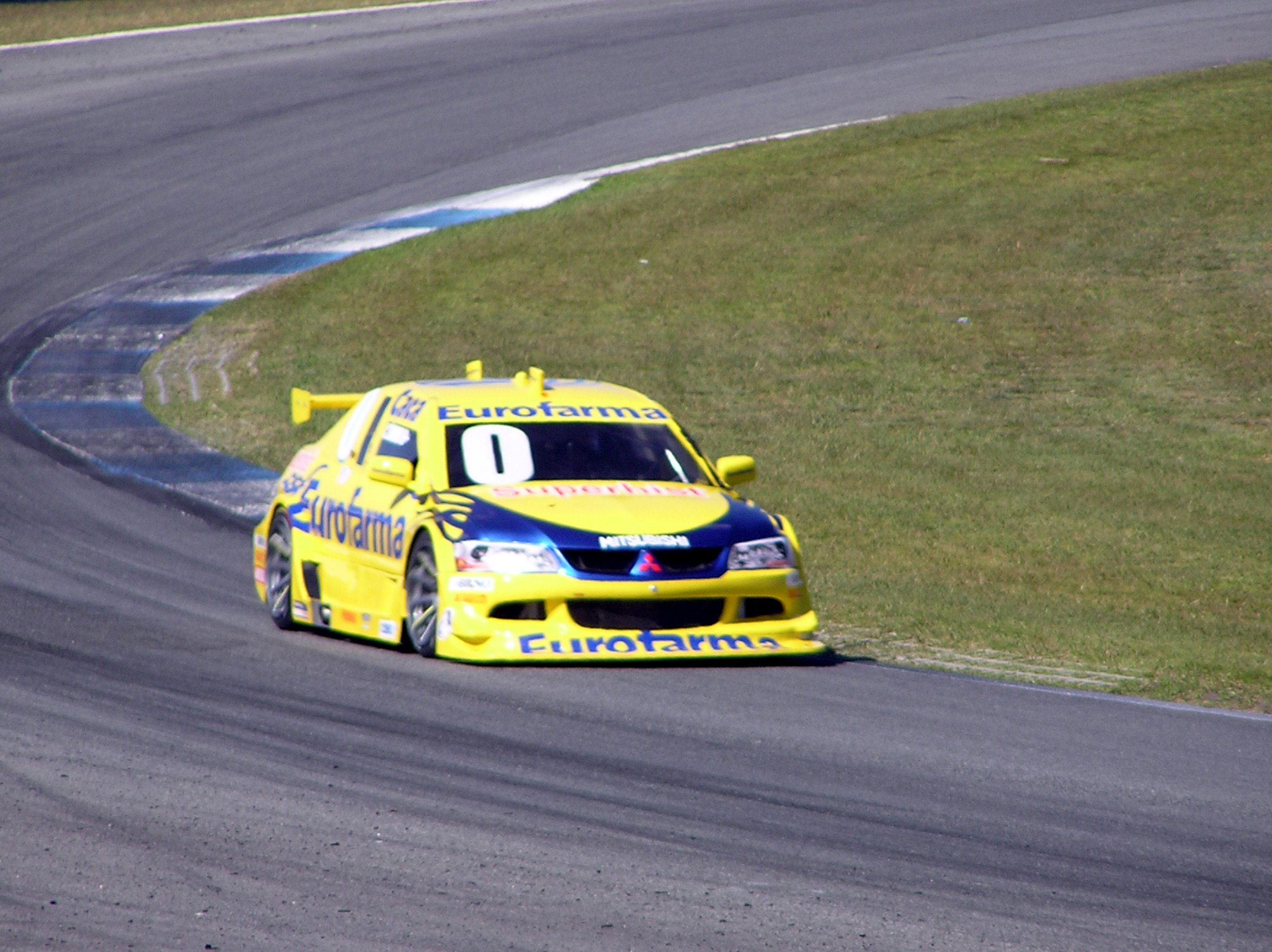
Bueno in der Stock Car Brasil 2006 in einem Mitsubishi Lancer

Carlos Eduardo Santos Galvão Bueno Filho, international bekannt als Cacá Bueno, (* 24. Januar 1976 in Rio de Janeiro) ist ein brasilianischer Automobilrennfahrer. Bueno ist fünffacher Meister der Stock Car Brasil (2006, 2007, 2009, 2011 und 2012) sowie zweifacher Gesamtsieger der Trofeo Línea.

## Karriere
Bueno begann seine Motorsportkarriere 1988 im Kartsport, in dem er bis 1992 aktiv war. 1997 stieg er in den Tourenwagensport ein und gewann auf Anhieb den Meistertitel in der Light-Klasse der Stock Car Brasil. 1998 wechselte er in die südamerikanische Supertourenwagen-Meisterschaft (SASTCC), in der er mit einem Peugeot 406 fuhr. Nachdem er in seine Debütsaison Vizemeister geworden war, gewann er 1999 den Meistertitel. 2000 wechselte Bueno in die TC2000, einer argentinischen Tourenwagenmeisterschaft. Er trat in dieser Serie in einem Peugeot 306 an. Nachdem er seine erste Saison auf dem 26. Gesamtrang beendete, wurde er 2001 Vierter in der Fahrerwertung.
2002 wechselte Bueno in die Stock Car Brasil. Er trat die ersten vier Jahre in Chevrolet-Rennwagen an. Zunächst zwei Jahre im Vectra, dann zwei Jahre im Astra. Nach dem dritten Platz in seiner Debütsaison wurde er dreimal in Folge Vizemeister. In den vier Jahren bei Opel erzielte Bueno insgesamt elf Siege. 2004 und 2005 nahm er in einem Honda Civic zudem an je einem Rennen der TC2000 teil.
2006 wechselte Bueno innerhalb der Stock Car Brasil auf einen Mitsubishi Lancer. Mit 4 Siegen aus 12 Rennen gewann er zum ersten Mal den Meistertitel. Außerdem nahm er in diesem Jahr an einem Rennen der TC2000 und an zwei Rennen des Porsche Supercups teil. 2007 verteidigte Bueno den Meistertitel in der Stock Car Brasil. Parallel trat er in einem Honda Civic in der TC2000 an und beendete die Saison auf dem achten Platz. 2008 konzentrierte Bueno sich wieder auf sein Engagement in der Stock Car Brasil. Mit zwei Siegen wurde er Vierter in der Meisterschaft. In der TC2000 nahm er nur an einem Rennen teil.
2009 wechselte Bueno in der Stock Car Brasil erneut das Auto und trat in einem von Red Bull unterstützten Peugeot 307 an. Zwar gewann der Rennfahrer nur ein Rennen, am Saisonende reichte es jedoch für den Gewinn seines dritten Meistertitels. Darüber hinaus trat er zu einzelnen Rennen in verschiedenen Rennserien wie der TC2000 an. 2010 versuchte Bueno seinen Titel in der Stock Car Brasil zu verteidigen, es reichte aber am Saisonende mit zwei Siegen nur zu einem weiteren Vizemeistertitel. Dabei unterlag er dem Meister Max Wilson mit 264 zu 265 Punkten nur um einen Punkt. Parallel dazu trat er in der Trofeo Línea an und gewann den Meistertitel. Darüber hinaus gab Bueno 2010 sein Debüt in der Tourenwagen-Weltmeisterschaft (WTCC) und startete bei einem Rennen in einem werksseitig eingesetzten Chevrolet Cruze.
2011 und 2012 gewann Bueno im Red-Bull-Team zum vierten und fünften Mal den Meistertitel der Stock Car Brasil. In beiden Jahren setzte er sich gegen Ricardo Maurício durch. Darüber hinaus verteidigte er den Gesamtsieg in der Trofeo Línea mit fünf Siegen aus zwölf Rennen. Außerdem nahm Bueno 2011 für Chevrolet am Saisonauftakt der WTCC teil. Er erzielt mit einem dritten Platz eine Podest-Platzierung und belegte am Saisonende den 15. Gesamtrang. In der TC2000 absolvierte er zudem einen Gaststart.

## Persönliches
Carlos Buenos Vater Galvão Bueno ist ein berühmter brasilianischer Sportkommentator, der in den Bereichen Motorsport und Fußball tätig ist. Dadurch kam Bueno früh mit diesen Sportarten in Kontakt.

## Statistik

### Karrierestationen
| - 1988–1992: Kartsport - 1997: Stock Car Brasil, Light (Meister) - 1998: SASTCC (Platz 2) - 1999: SASTCC (Meister) - 2000: TC2000 (Platz 26) - 2001: TC2000 (Platz 4) - 2002: Stock Car Brasil (Platz 3) - 2003: Stock Car Brasil (Platz 2) - 2004: Stock Car Brasil (Platz 2) - 2004: TC2000 | - 2005: Stock Car Brasil (Platz 2) - 2005: TC2000 - 2006: Stock Car Brasil (Meister) - 2006: TC2000 - 2006: Porsche Supercup - 2007: Stock Car Brasil (Meister) - 2007: TC2000 (Platz 8) - 2008: Stock Car Brasil (Platz 4) - 2008: TC2000 - 2009: Stock Car Brasil (Meister) | - 2009: TC2000 - 2010: Stock Car Brasil (Platz 2) - 2010: Trofeo Línea (Meister) - 2010: WTCC - 2011: Stock Car Brasil (Meister) - 2011: Trofeo Línea (Meister) - 2011: WTCC (Platz 15) - 2012: Stock Car Brasil (Meister) |